# Czerwcowe Lirydy
Czerwcowe Lirydy (JLY) – słaby rój meteorów aktywny od 11 do 21 czerwca. Jego radiant znajduje się w gwiazdozbiorze Lutni. Maksimum roju przypada na 16 czerwca, jego aktywność jest nieregularna. Obfitość roju jest zmienna, maksymalnie wynosi 1,3 do 3,5 meteorów/h. Prędkość meteorów z roju wynosi 15 km/s. Rój ten był zaobserwowany po raz pierwszy 15 czerwca 1966 roku przez S. Dvoraka w Kalifornii.